# Soranji
「Soranji」（ソランジ）は、日本のロックバンド・Mrs. GREEN APPLEの10作目のシングル。2022年11月9日にユニバーサルミュージック内のレーベル・EMI Recordsより発売された。

## 概要
2022年8月17日、同年12月9日公開の二宮和也、北川景子主演の映画『ラーゲリより愛を込めて』主題歌として、本楽曲が起用されることが発表された。映画の主題歌を務めるのは、2018年8月公開の映画『青夏 きみに恋した30日』主題歌「青と夏」以来、約4年ぶりとなる。
9月2日、TikTok LIVEにて行われたトークライブで、11月9日に本楽曲がシングルとしてリリースされることが発表された。シングルには、表題曲「Soranji」に加え、映画『ONE PIECE FILM RED』に提供を行った楽曲「私は最強」セルフカバーと、香りと音楽のコラボプロジェクト「PARFA TUNE」から生まれた楽曲「フロリジナル」が収録されている。リリース日の前日である11月8日、シングルの先行配信が開始された。
12月21日、東京・TOHOシネマズ日比谷にて行われた映画の舞台挨拶に、キャストの二宮和也、松坂桃李、中島健人、桐谷健太とともに大森が登壇し、ギター弾き語りで、本楽曲を歌唱した。
2023年2月10日・14日・17日、バンドの結成10周年記念企画の一環として、付属DVDに収録されたドキュメンタリー映像「Documentary -- Episode 2 "Soranji"」が公式YouTubeチャンネルに公開された。

## リリース
2019年4月3日リリースの9thシングル「ロマンチシズム」以来、約3年7ヶ月ぶりとなる10作目のマキシシングル。
初回限定盤・通常盤の2形態でリリースされた。初回限定盤には「Soranji」ミュージックビデオの世界観を写真で伝える別冊フォトブックを同梱したオリジナルスリーブ付き特殊パッケージで、本楽曲の制作過程や、フェーズ2始動後の活動に密着したおよそ60分に及ぶドキュメンタリー映像「Documentary -- Episode 2 "Soranji"」を収録したDVDが付属している。
| 形態       | 規格   | 規格品番   |
| ---------- | ------ | ---------- |
| 初回限定盤 | CD+DVD | UPCH-89491 |
| 通常盤     | CD     | UPCH-80580 |

また、初回限定盤には、チェーン別の購入特典も用意された。
| 対象店舗                       | 特典内容                           |
| ------------------------------ | ---------------------------------- |
| ユニバーサルミュージックストア | クリアファイル（A4サイズ）         |
| amazon                         | メガジャケ                         |
| セブンネット                   | 三つ折り卓上カレンダー（A4サイズ） |
| タワーレコード                 | ポスター（A3サイズ）               |
| 楽天ブックス                   | ステッカーシート（B6サイズ）       |
| 応援店                         | ポストカード                       |

## 収録内容
| 全作詞・作曲: 大森元貴。 |                  |           |            |                          |                                       |      |
| #                        | タイトル         | 作詞      | 作曲・編曲 | 編曲                     |                                       | 時間 |
| 1.                       | 「Soranji」      | 大森元貴  | 大森元貴   | 大森元貴, EFFY           | ストリングス・アレンジ: EFFY          | 5:44 |
| 2.                       | 「私は最強」     | 大森元貴  | 大森元貴   | Mrs. GREEN APPLE, 伊藤賢 | ストリングス&ホーン・アレンジ: 伊藤賢 | 4:16 |
| 3.                       | 「フロリジナル」 | 大森元貴  | 大森元貴   | 花井諒, 大森元貴         |                                       | 4:45 |
| 合計時間:                | 合計時間:        | 合計時間: | 合計時間:  | 14:45                    |                                       |      |

| #  | タイトル                               | 作詞 | 作曲・編曲 | 監督     |
| -- | -------------------------------------- | ---- | ---------- | -------- |
| 1. | 「Documentary -- Episode 2 "Soranji"」 |      |            | 木村和亮 |

## 楽曲解説
Soranji
2022年12月9日公開の二宮和也、北川景子主演の映画『ラーゲリより愛を込めて』主題歌。
美しいストリングスと神秘的なコーラスを背景に「生きていたい」「生きていてほしい」という切実で根源的なメッセージが選び抜かれたシンプルな言葉で綴られた、とても個人的で内省的なバラード。本楽曲の制作過程では、ほとんどメンバー間のディスカッションはなく、それぞれの感性に任せる形でアレンジが進んでいったという。
本楽曲の作詞・作曲を担当したボーカル・大森元貴は「生きる事への探究、深淵に触れるようなただならぬ感覚でなんとか制作することが出来ました。皆様自身が歩んできた人生に、必ずどこかしらでリンクできる、寄り添える作品を作れたのではないかと思っております」とコメントしている。
タイトル「Soranji」は「見なくても言える」という意味の「諳んじる」から受けたインスピレーションを映画とリンクさせた、と前述の舞台挨拶で語った。
本楽曲はリリースに先立ち、10月18日に先行ストリーミング配信が開始された。また、10月31日・11月1日に公開された2本のティーザー映像ののち、11月2日にミュージックビデオが公式YouTubeチャンネルにてプレミア公開された。ミュージックビデオは「Music Video Planning Director」としてクレジットされている大森が企画原案を担当し、映像監督の瀬里義治とともに、ディレクション、トータルプロデュースを行った。12月22日には、リリックビデオが公開された。大森により書かれた手書きの歌詞と静謐な世界観を想起させる映像が、改めてその歌詞の世界に浸ることができるものとなっている。
私は最強
2022年8月6日公開のアニメーション映画『ONE PIECE FILM RED』劇中歌として書き下ろした楽曲のセルフカバー。Adoによる原曲は、主題歌と劇中歌の7曲を7組のアーティストによる楽曲提供プロジェクトの第2弾楽曲として、6月22日にストリーミング配信が開始された。
バンドとして活動休止中であった2021年夏頃から制作され、本楽曲は休止中に最初に制作された楽曲となる。Mrs. GREEN APPLEらしさに溢れた、華やかなバンドサウンドに関して、大森は「同じような性質の楽曲を作るというのはなるべく避けたいと思っていますが、映画に携わるアーティストの方々が全部で7組いらっしゃって、誰が楽曲提供したかが露骨にわかるようなフックが欲しい」「ミセスがミセスらしさを爆発させるしかないなと思いました」「今振り返ってみると、ウタの心情を書いた曲でもあるが、当時の自分たちの姿を歌っている曲でもあるとは思います」と語っている。
2023年2月18日、Zeppツアー「Mrs. GREEN APPLE Zepp Tour 2022 ゼンジン未到とリライアンス 〜復誦編〜」での本楽曲の公演映像が公開された。
フロリジナル
フィッツコーポレーションによる香りと音楽のプロジェクト「PARFA TUNE（パルファチューン）」とのコラボソング。本プロジェクトは、フィッツコーポレーションが様々なアーティストを迎え入れ、楽曲をイメージした香水を生み出す企画。19世紀にイギリスで発明された「香階」という手法を使って、音を香りで表現するもの。香階とは、46種類の香料に音階を当てはめたもの。揮発性の高い香りは高音に、低い香りは低音に割り当てられ、和音やオクターブごとに心地良い香りになるよう設計されている。第1弾アーティストとして、Mrs. GREEN APPLEの参画が決定した。
本楽曲の制作は、リハーサルを1度も行わずにレコーディングを行う、という異例の進み方がとられた。これは大森によるもので「（実験的なコラボプロジェクトであることから）レコーディングを今までと同じ感じでやっても面白くないなと思っただけ」「流れをきれいに整えるということではなくて、ちょっと思わぬところに行き着いたとか、こういう化学反応があったみたいな、そこを自分たちも楽しみたかったんです」と語る。
楽曲には、セロハンテープを切る音、ホッチキスを留める音、紙を破く音、足音、キャップを外す音など、様々な効果音が散りばめられており、これらはすべて大森により録音された。初回限定盤DVDには、録音の様子が収録されている。
楽曲のタイトル「フロリジナル」は「花の」という意味の英単語「フローラル（floral）」や「香り」を意味する「フレグランス（fragrance）」に「オリジナル（original）」を組み合わせた造語である。
シングルが先行配信された11月8日0時30分に、ミュージックビデオがプレミア公開された。

## クレジット
Soranji
Vocal, Chorus, E. & A. Guitar : 大森元貴
E. Guitar : 若井滉斗
A. Piano : 藤澤涼架
Drums : クラカズヒデユキ
E. Bass : 森夏彦
Programming : EFFY, 大森元貴
Violin 1 : 須原杏, 吉田篤貴, 三國茉莉, 佐藤帆乃佳
Violin 2 : 白澤美佳, 白須今, Miz
Viola : 三品芽生, 世川すみれ
Cello : 伊藤修平, 林田順平
Contrabass : 高杉健人
Choir : KOCHO, 内田千陽, 滝本真己, 本郷詩織, 松岡大海, 河野陽介
私は最強
Vocal, Chorus, E. Guitar : 大森元貴
E. Guitar : 若井滉斗
A. Piano : 藤澤涼架
Drums, Triangle, Cabasa, Tambourine, Vibraslap, Wind Chime & Shaker : クラカズヒデユキ
E. Bass : 森夏彦
Programming : 伊藤賢, 大森元貴
Violin 1 : 須原杏, 名倉主, 佐藤帆乃佳, 白須今
Violin 2 : 大嶋世菜, 山本大将, 中島優紀, 三輪紫乃
Viola : 三品芽生, 世川すみれ
Cello : 伊藤修平, 村岡苑子
Tp : 吉澤達彦
Tb : 半田信英
A. Sax : 近藤淳也
フロリジナル
Vocal, Chorus, E. & A. Guitar : 大森元貴
E. Guitar : 若井滉斗
A. Piano : 藤澤涼架
Programming : 花井諒, 大森元貴
Sounds of Finger Snaps, Stapler, Pulling & Cutting a Tape, Tearing Paper, Cracking Knuckles, Clicking a Pen, Footsteps, Hitting a Garbage Can, Crumpling a Plastic Bag & Opening a Bottle Cap : 大森元貴

## タイアップ
| 年     | タイトル     | タイアップ先                                       |
| ------ | ------------ | -------------------------------------------------- |
| 2022年 | Soranji      | 映画『ラーゲリより愛を込めて』主題歌               |
| 2022年 | フロリジナル | 香りと音楽のプロジェクト「PARFA TUNE」コラボソング |